# 祭物與雪之剎那
《祭物與雪之剎那》是日本电子角色扮演游戏，对应PlayStation 4、PlayStation Vita和任天堂Switch游戏机以及Windows平台。作品由史克威尔艾尼克斯旗下工作室东京RPG工厂开发，史克威尔艾尼克斯于2016年2月在日本首发，并于2016年在全球发售。2020年10月29日发售繁体中文版本。

## 玩法
《祭物與雪之剎那》是一款电子角色扮演游戏，玩家操控主角队伍在俯视地图中移动。城镇迷宫等场所由世界地图连接，和史克威尔早期角色扮演游戏《时空之轮》类似，世界地图上不会出现敌人。玩家在城镇中可和村民对话了解故事要素，并搜索宝箱获得拿取道具。游戏中有不同类型的道具，比如使用后逃脱战场的“Fogstone”；道具可从城镇商店购买，或从世界各地获得。
敌人会以图标形式明示，玩家和敌人接触后会立刻进入战斗。战斗会在场景中就地开始，而非切换到专门的战斗界面。角色的生命值和魔力值会分别以计量条表示。游戏战斗采用改编版即时战斗（ATB）系统，这一系统用于最终幻想等游戏：角色在战斗中行动后，需等到ATB条自动充满后再度行动。队伍有攻击、发动魔法、使用道具等指令。全角色ATB槽充满的场合，玩家可以决定角色行动顺序。游戏中还有“刹那”计量表，在玩家选择行动或遭受损害时增长。该表充满后，玩家可于行动时发起特别效果，如发动不同类型攻击、回复生命值或大幅伤害敌人。

## 开发
《祭物與雪之剎那》由东京RPG工厂开发，这间工作室由史克威尔和外部员工创立，旨在制作角色扮演游戏。游戏是史克威尔艾尼克斯的新知识产权，公司会按发售后评论和成功情况，决定其后续发展。游戏概念源自重做RPG黄金时期的传统游戏，制作团队即由认同该願景的开发者组成。他們希望以現代技術，為1990年代RPG黄金时代玩家，重做令人難忘、產生共鳴的遊戲。為让轻度和硬核玩家都能享受，游戏难度平衡成为一大开发挑战。战斗系统专门改编自《时空之轮》所用的即时战斗系统。
“悲伤”贯穿游戏关键词，包括白雪覆盖的舞台背景，以及游戏总体基调，都在表现这一主题；制作者希望游戏能触动玩家心灵。游戏主题也体现在标题中，词语setsuna在日语中有多重含义，开发团队使用了悲伤的意思。游戏通过刹那的献祭，升华生死这一中心主题。主人公之一戴面罩的设计，部分为方便玩家带入感情。角色设计由toi8完成，他在早期阶段参与游戏，设计也意在烘托气氛。游戏音乐由三好智己谱写。大多数曲目由兰迪·克贝尔以单钢琴演奏。音乐融入了游戏主题。
作品以PlayStation 4遊戲身份，在E3 2015首次公佈。之後的東京電玩展正式公開了遊戲日版名，并宣佈遊戲同時對應PlayStation Vita。兩版遊戲內容相同，唯因大螢幕和解析度原因，PlayStation 4版畫面更佳。團隊為保障玩家攜帶遊玩，在遊戲操作方法上做了調整。史克威爾艾尼克斯在展會上稱，該作品是「純粹的幻想、真正的RPG」。2015年9月報告的開發進度為六成。日版發行時間在當年11月正式公佈，為2016年2月18日。
2016年3月，史克威尔艾尼克斯宣布游戏将会于年内在欧美地区发售并公布了英文版的游戏名称“I Am Setsuna”，同时还宣布游戏在欧美地区将在Steam平台发售Windows版本，而不会在PlayStation Vita上发售。
遊戲原聲專輯預定於2016年3月23日發售。
在2017年1月13日的任天堂Switch发布会上，史可威尔艾尼克斯宣布本作将登陆任天堂Switch，并作为首发游戏发售。
2020年5月，Arc System Works宣布将代理发行东京RPG工厂制作的全部三款游戏的繁体中文版，《祭品与雪之刹那》计划于2020年10月29日在港台地区发售PlayStation 4与任天堂Switch版本。

## 評價
《祭品与雪之刹那》获得了业界的良好评价，PlayStation 4的版本在Metacritic上获得了74%的综合评价。《Fami通》為遊戲打出32/40分。中國大陸雜誌《遊戲機實用技術》給出23/30分。
據MediaCreate統計，遊戲在日本首周雙版本售出6.1萬套。其中PS4版33,629份，PSV版为27,994份。

## 外部連結
- 官方网站（日語）
- 官方网站（英文）